# Mikulášská (Praha)
Mikulášská ulice na Starém Městě v Praze vede od kostela svatého Mikuláše k radnici na Staroměstském náměstí.

## Historie a názvy
Domy na ulici byly postaveny ve středověku, kdy v prostoru ulice byl kurní trh. Později byly klasicistně upraveny a staly se součástí Mikulášského náměstí. Koncem 19. a začátkem 20. století se ulice nazývala „Radnická“ a byla součást dnešní ulice U Radnice.

## Budovy, firmy a instituce
- hotel a restaurace Lippert – Mikulášská 2[2]
- Dům u Černé kočky – Mikulášská 4[3]
- Dům U Červené růže – Mikulášská 6[4]
- Dům U Zlaté husy – Mikulášská 8[5]